# سزار لامانا
سزار لامانا (انگلیسی: César Lamanna؛ زادهٔ ۷ ژانویهٔ ۱۹۸۷) بازیکن فوتبال اهل آرژانتین است.
از باشگاه‌هایی که در آن بازی کرده‌است می‌توان به باشگاه ورزشی سن لورنسو آلماگرو اشاره کرد.